# Hans-Jürgen Ehricht
Hans-Jürgen Ehricht (* 4. Februar 1938 in Köthen; † 29. November 2016) war  ein deutscher Gebrauchsgrafiker und Politiker der DDR-Blockpartei National-Demokratische Partei Deutschlands (NDPD).

## Leben und Werk
Ehricht absolvierte eine Lehre als Gebrauchswerber und studierte von 1956 bis 1959 Gebrauchsgrafik an der Fachschule für angewandte Kunst Magdeburg. Bis 1964 arbeitete er im Atelier der Filmfabrik Wolfen. Danach war er als freischaffender Gebrauchsgrafiker in Köthen tätig. In der DDR war er u. a. Mitglied der NDPD und bis 1990 des Verbands Bildender Künstler der DDR. Er gehörte dem Bezirksausschuss Halle/Saale der Nationalen Front und von 1987 bis 1990 der Volkskammer an.
Als Gebrauchsgrafiker schuf er insbesondere Illustrationen für wissenschaftliche und populärwissenschaftliche Publikationen des Urania-Verlags, des Neumann-Verlags, des Verlags Volk und Wissen und des Gustav-Fischer-Verlags, darunter die weitverbreiteten Reihen Urania Tierreich, Urania Pflanzenreich und Exkursionsfauna (Erwin Stresemann; Verlag Volk und Wissen).
Allein bis 1984 wurden sieben von Ehricht illustrierte Bücher im Wettbewerb Schönste Bücher der DDR ausgezeichnet. Außerdem entwarf Ehricht für städtische Baumaßnahmen die künstlerische Gestaltung von Wänden und Fassaden, darunter mit Hans-Dieter Schwarz (1923–1991) für den Boulevard der Altstadt in Köthen.

## Weitere von Ehricht illustrierte Bücher (unvollständig)
- Andras Tasnadi-Kubacska: Bevor der Mensch kam. Eine Entwicklungsgeschichte des Lebens. Urania-Verlag, 1968 (mit Heinz Dost)
- Gunther Franke u. a: Früchte der Erde. Urania-Verlag, 1976
- Horst Rasst: Aus dem Tagebuch der Erde. Urania-Verlag, 1978 (mit Adelhelm Dietzel)
- Hans-Joachim Swarovsky (Hrsg.): Unsere Rassehunde. Erziehen – Halten – Züchten. Das Handbuch für den Hundefreund. Neumann Verlag, Leipzig – Radebeul, 1981
- Werner Rothmaler: Exkursionsflora für die Gebiete der DDR und der BRD. Band 1: Niedere Pflanzen – Grundband. Verlag Volk und Wissen, 1983
- Hans-Jürgen Brosin (Hrsg.): Das Weltmeer. Urania-Verlag, 1984
- Reinhard Gaedike: Insekten Mitteleuropas. Enke-Verlag, Stuttgart, 1986

## Ausstellungen (unvollständig)

### Einzelausstellungen
- 1980: Dessau
- 1984: Bernburg, Museum im Schloss Bernburg
- 1988: Köthen

### Ausstellungsbeteiligungen
- 1962/1963, 1977/1978 und 1987/1988: Dresden, Fünfte Deutsche Kunstausstellung und VIII. und X. Kunstausstellung der DDR
- 1965: Berlin, Deutsche Akademie der Künste („Junge Künstler. Gebrauchsgraphik“)
- 1979: Berlin, Ausstellungszentrum am Fernsehturm („Buchillustrationen in der DDR. 1949 – 1979“)